# Кеннеди, Трейси
Тре́йси Ке́ннеди (англ. Tracy Kennedy; род. 1963) — канадская кёрлингистка.
В составе женской сборной Канады чемпион и серебряный призёр чемпионатов мира. Двукратная чемпионка Канады среди женщин.
Играла в основном на позиции первого.
В 1994 введена в Зал славы канадского кёрлинга (в составе команд скипа Хизер Хьюстон, в 1988 и 1989 выигравших чемпионат Канады и ставших чемпионами и серебряными призёрами чемпионатов мира).

## Достижения
- Чемпионат мира по кёрлингу среди женщин: золото (1989), серебро (1988).
- Чемпионат Канады по кёрлингу среди женщин: золото (1988, 1989), бронза (1990).

- Команда всех звёзд (англ. All-Star Team) чемпионата Канады среди женщин: 1988, 1989 (позиция «первого»)[3].

## Команды
| Сезон   | Четвёртый     | Третий         | Второй       | Первый         | Запасной           | Турниры           |
| ------- | ------------- | -------------- | ------------ | -------------- | ------------------ | ----------------- |
| 1987—88 | Хизер Хьюстон | Лоррейн Лэнг   | Диана Адамс  | Трейси Кеннеди | Глория Тейлор (ЧК) | ЧК 1988 · ЧМ 1988 |
| 1988—89 | Хизер Хьюстон | Лоррейн Лэнг   | Диана Адамс  | Трейси Кеннеди | Глория Тейлор      | ЧК 1989 · ЧМ 1989 |
| 1989—90 | Хизер Хьюстон | Лоррейн Лэнг   | Диана Адамс  | Трейси Кеннеди | Глория Тейлор      | ЧК 1990           |
| 1991—92 | Kim Clark     | Трейси Кеннеди | Patty Wilson | Peggy Barrette | Marlene Inglis     | ЧК 1992 (8 место) |

(скипы выделены полужирным шрифтом)

## Частная жизнь
Из семьи кёрлингистов: её отец Дарвин Уорк (англ. Darwin Wark) играл в команде Северного Онтарио на мужском чемпионате Канады в 1959 (англ. 1959 Macdonald Brier); её муж Брюс Кеннеди шесть раз выступал на мужском чемпионате Канады, дважды чемпион Канады (1982, 1985), чемпион мира (1982).